# Casually Dressed and Deep in Conversation
Casually Dressed and Deep in Conversation é o álbum de estréia da banda galesa Funeral for a Friend, lançado em 20 de Outubro de 2003, pela Ferret Records.

## Lista de faixas
1. Rookie Of The Year
2. Bullet Theory
3. Juneau
4. Bend Your Arms To Look Like Wings
5. Escape Artists Never Die
6. Storytelling
7. Moments Forever Faded
8. She Drove Me To Daytime Television
9. Red Is The New Black
10. Your Revolution Is A Joke
11. Waking Up
12. Novella